# ブラック・ドッグ (映画)
『ブラック・ドッグ』 (Black Dog) は、1998年に製作されたアメリカ映画。

## あらすじ
ジャックはかつて大型トレーラーの運転手をしていたが、ハイウェイで事故を起こしたことから職も営業用の運転免許も失い、今は仮釈放中の身であった。
そんなジャックに、ある日上司のカトラーから呼び出しがあった。カトラーはジャックの運転手としての腕を見込み、仕事を紹介してきたのである。仕事内容はジョージア州アトランタからニュージャージー州まで謎の積荷を載せた大型トレーラーの運転で、報酬は1万ドル、さらに営業用の運転免許も再交付されるという破格の条件であった。すべてを失った事故の呪縛と家族との平穏な生活を望んだことからジャックはその依頼を断るが、カトラーに返事は明日まで待つと言われる。
その日の晩、ジャックは自宅で引き出しから家の差押と借金9,000ドルと書かれた紙を偶然見つけてしまう。どういうことか妻メラニーに尋ねると、ジャックの服役中に勤めているパートだけでは生活できず、仕方がなかったという。そんな中、メラニーから家族でニューヨークに戻らないかと提案されるが、ジャックは断固として拒否する。理由は、ニューヨークでは学校にも銃や麻薬が蔓延している危険な場所のため、娘トレイシーの安否を心配したためであった。窮地に追い込まれたジャックは、渋々カトラーの依頼を引き受ける。
翌日、ジャックが指定された場所に向かうと、依頼主レッドからアール、ソニー、ウェズの3人を護衛兼監視役として連れて行くように条件を追加される。事故の呪縛を感じつつも、失ったものを取り戻すためと奮起したジャックは、3人と共に目的地へ出発する。しかし、順調に見えた矢先にトレーラーは謎の一味に襲撃されたうえ、ジャックの留守中にメラニーとトレイシーが人質にとられてしまい、明日9時までに荷物を届けなければ妻子を殺すと脅される。かくしてジャックは、謎の襲撃者や州警察、FBIの追跡を振り切り、ハイウェイを激走する。

## キャスト
| 役名                      | 俳優                         | 日本語吹替                          | 日本語吹替                         |
| 役名                      | 俳優                         | ソフト版                            | 日本テレビ版                       |
| ------------------------- | ---------------------------- | ----------------------------------- | ---------------------------------- |
| ジャック・クルーズ        | パトリック・スウェイジ       | 菅生隆之                            | てらそままさき                     |
| メラニー・クルーズ        | ブレンダ・ストロング         | 弘中くみ子                          | 田中敦子                           |
| アール                    | ランディ・トラヴィス         | 相沢正輝                            | 大塚明夫                           |
| ソニー                    | ガブリエル・カソーズ         | 星野充昭                            | 森川智之                           |
| ウェズ                    | ブライアン・ヴィンセント     | 成田剣                              | 平田広明                           |
| レッド                    | ミート・ローフ               | 広瀬正志                            | 稲葉実                             |
| カトラー                  | グレアム・ベケット           | 大山高男                            | 小林修                             |
| ビンス                    | シリル・オライリー           | 田中正彦                            | 坂東尚樹                           |
| ATF捜査官マクラーレン     | スティーヴン・トボロウスキー | 中田和宏                            | 菅生隆之                           |
| FBI捜査官アレン・フォード | チャールズ・S・ダットン      | 水内清光                            | 内海賢二                           |
| エイブリー主任            | ロレイン・トゥーサント       | 片岡富枝                            | 唐沢潤                             |
| トレイシー・クルーズ      | エリン・ブロデリック         | 岡村明美                            | かないみか                         |
| ジュニア                  | ラスティ・ドウィース         | 古田信幸                            | 宗矢樹頼                           |
| ロニー                    |                              |                                     | 北川勝博                           |
| トロイ                    |                              |                                     | 御友公喜                           |
| DW                        |                              |                                     | 岩松廉                             |
| 秘書                      |                              |                                     | 朴璐美                             |
| FBI①                      |                              |                                     | 新垣樽助                           |
| FBI②                      |                              |                                     | 斎藤恵理                           |
| 運転手                    |                              |                                     | 佐藤晴男                           |
| その他                    | N/A                          | 長嶝高士 岩松廉 小野未喜 藤原あかり | -                                  |
|                           |                              |                                     |                                    |
| 演出                      | 演出                         | 田島荘三                            | 佐藤敏夫                           |
| 翻訳                      | 翻訳                         | 久保喜昭                            | 徐賀世子                           |
| 調整                      | 調整                         | 高橋慶美                            | 兼子芳博                           |
| 担当                      | 担当                         | 吉富孝明                            | 宇出喜美                           |
| 制作                      | 制作                         | ニュージャパンフィルム              | ニュージャパンフィルム             |
| 初回放送                  | 初回放送                     |                                     | 2002年8月23日 『金曜ロードショー』 |

- 現在はソフト版が放送されることが多い

## スタッフ
- 監督：ケヴィン・フックス
- 音楽：ジョージ・S・クリントン
- 脚本：ウィリアム・ミケルベリー、ダン・ヴィニング

## 登場車両
1994年式ピータービルト・379
主人公ジャック・クルーズの乗る車両。
キャタピラー製モデル3406直列6気筒エンジン、イートン・フューラー製10速ミッション、63インチ・スリーパー、排気ブレーキ。
設定上の積荷を含めた車両の総重量は79,980ポンド（約36.2t）で、重量制限を20ポンド（約9kg）下回っていた。
ちなみに映画のポスターや輸入版のサントラCDのジャケットには1980年代のフォード製ボンネット・トラック（LTL9000か、それに似たもの）が主人公と共に大きく写っているものがあるが、この車両は本作には登場しない。
1988年式シボレー・カマロ
クルーズのトラックを護衛する。主にアール、ソニー、ウェズが交代しながらの運転。
フロントのプレートがディーラー用の「CAMARO」プレートになっている。